# Rosmerta
Rosmerta era una divinità gallica della fertilità e dell'abbondanza.

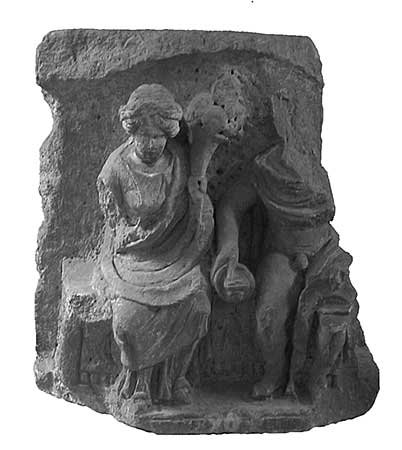
Statua di Rosmerta con Mercurio, Autun

## Etimologia
Il nome Rosmerta deriva dalle parole galliche smertos, che significa provvidente (Delamarre p.277) e ro-, che è un accrescitivo: il nome significa perciò la molto provvidente. Esistono altre dee con il nome di Atesmerta e Cantismerta (dallo stesso significato), diffuse in ambito regionale che potevano essere altri nomi per la stessa dea oppure divinità molto affini.

## Caratteristiche
Rosmerta era una dea dell'abbondanza, perciò è raffigurata con in mano una cornucopia, una patera o un sacchetto; era la moglie di Mercurio, divinità molto diffusa tra i Galli.